# 罕达
罕达（？—？），姬姓，罕氏，名达，字子姚，是罕婴齐的儿子，郑国上卿。
前495年，罕达率军伐宋国，在老丘击败宋军。前493年，秋八月甲戌，晋国赵鞅率军与罕达帅师在铁地作战，郑军失败。前483年，罕达救岩地。十二月丙申，包围宋军。次年（前482年）春，罕达在岩地击败宋军。